# 尼诺·阿基诺站
尼诺·阿基诺站位在馬尼拉大都會帕拉尼亞克，屬於馬尼拉輕軌1號線的車站，於2024年11月16日正式啟用。該車站處於尼诺·阿基诺大道聖嬰橋旁，名稱用以紀念在附近機場被刺殺的前菲律賓參議院議員小貝尼格諾·阿基諾，乘客可由此處轉乘客運至馬尼拉大都會的其他地方。原先車站計劃建於帕拉尼亞克河西岸，後為避免拆除現有建築物，而將路線改為沿著河道東岸至尼诺·阿基诺大道的聖嬰橋旁設站。乘客可由此站轉乘交通工具至尼诺伊·阿基诺国际机场。

## 周邊設施
周遭擁有聖嬰公立高中（Sto. Niño National High School）、菲律宾理工大学帕拉尼亞克分校、帕拉尼亞克市公共圖書館（Parañaque City Public Library）、帕拉尼亞克科學高中、基督的教會伊巴約教會（Iglesia Ni Cristo - Lokal ng Ibayo）、聖嬰堂（Santo Niño Parish）、伊巴約城鎮購物中心（Ibayo Town Center）、聖嬰小學（Sto. Niño Elementary School）、Puregold帕拉尼亞克店、S&R會員購物中心帕拉尼亞克店和聖嬰行政中心（Santo Niño Barangay Hall）等設施，穿越尼诺·阿基诺大道往機場方向可抵達菲律賓免稅嘉年華購物中心（Duty Free Philippines Fiestamall），經過聖嬰橋到帕拉尼亞克河西岸則有菲律賓郵政帕拉尼亞克郵局、拉韋爾塔小學（La Huerta Elementary School）及眾多物流公司。

## 車站結構
| 2樓  | 側式月台，車門由右側開啟 | 側式月台，車門由右側開啟                               |
| 2樓  | A月台                    | ← 1號線 小費爾南多·波因方向                            |
| 2樓  | B月台                    | → 1號線 桑托斯博士方向 →                               |
| 2樓  | 側式月台，車門由右側開啟 |                                                        |
| 1樓  | 車站大廳                 | 驗票閘門、售票亭、車站控制、樓梯、電梯、化妝室及哺乳室 |
| 地面 | 街區                     |                                                        |